# Gogonasus andrewsae
Gogonasus andrewsae (лат.) — вид вымерших челюстноротых из клады тетраподоморфов (Tetrapodomorpha), единственный в роде Gogonasus. Обитали в верхнем девоне (франский век, 380 млн лет назад) на территории Австралии. Ископаемые остатки найдены в породах формации Гого (или Гоугоу) (округ Кимберли), наименование которой стало частью родового названия: Gogonasus буквально с латинского языка — «морда» из Гого.

## Описание
Некоторые особенности скелета животного делают его похожим на четвероногих, хотя внешне выглядит как рыба. Gogonasus andrewsae имел внутреннее ухо, строение плавников показывает наличие костей-предшественников передних конечностей. Считается, что он мог вылезать на коралловый риф для ловли добычи.